# Panzerzug Nowina-Doliwa
Der Panzerzug Nowina-Doliwa war ein improvisierter polnischer Panzerzug während des dritten schlesischen Aufstandes von 1921.

## Geschichte
Als am 2. Mai 1921 der dritte schlesische Aufstand begann, setzten die Aufständischen eine größere Anzahl an Panzerzügen ein, darunter auch den Panzerzug Nowina-Doliwa. Dieser wurde am 13. Mai 1921 aus Teilen des Panzerzug Piłsudczyk zusammengestellt und in Dienst genommen. Ab dem 1. Juni erhielt er die Nummer 2 und wurde Teil der 1. Panzerzugdivision mit der Bezeichnung Pociąg pancerny 4 „Nowina-Doliwa“ (kurz: P.P., deutsch: Panzerzug).

## Technische Daten

### Lokomotiven

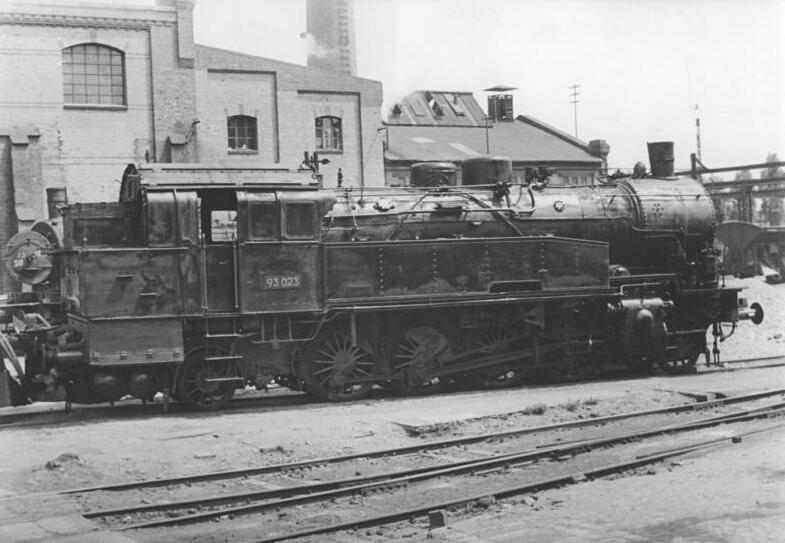
Ungepanzerte Preußische T 14

Die genutzte Dampflokomotive des Panzerzug Nowina-Doliwa war eine teilweise gepanzerte Preußische T 14. Eine genaue Seriennummer konnte jedoch nicht ermittelt werden, da in verschiedenen Quellen die Nummern 8159, 8519 oder auch 5819 angegeben werden.

### Artilleriewagen
Der Panzerzug Nowina-Doliwa verfügte über einen Artilleriewagen. Dieser war ursprünglich ein zweiachsiger, gedeckter Güterwagen aus Holz mit der Seriennummer K 47456. Er wurde im Januar 1919 in Lemberg für den Panzerzug Piłsudczyk gebaut mit Beton und Holzbrettern gepanzert. Als Bewaffnung verfügte dieser Wagen über eine österreichische 8-cm-Feldkanone.

### Sturmwagen
Weiterhin verfügte der Panzerzug Nowina-Doliwa über zwei Sturmwagen. Diese waren für den Transport von Infanterie vorgesehen, welche ausbooten und den Feind angreifen oder den Zug verteidigen konnten. Der erste Sturmwagen war ein zweiachsiger, gedeckter Güterwagen aus Holz, welcher mit Beton und Holzbrettern gepanzert wurde. Die Seriennummer diese Wagens lautete Gg 2852. auch der zweite Sturmwagen war ein zweiachsiger, gedeckter Güterwagen aus Holz mit einer Panzerung aus Beton und Holzbrettern im Inneren. Die Seriennummer dieses Wagens lautete Gg 11348. Dieser Wagen wurde 1919 in Krakau für die Panzerzüge Gromobój und Piłsudczyk gebaut.

### Abstoßwagen
Am Anfang und Ende des Zuges befand sich je ein zweiachsiger Flachwagen, welche als Abstoßwagen genutzt wurden. Diese sollte als erstes auf mögliche Minen oder beschädigte Gleise auffahren und somit den Panzerzug schützen. Zusätzlich wurde Material für den Gleisbau darauf transportiert.

## Einsatz
Der Panzerzug Nowina-Doliwa nahm ab dem 21. Mai 1921 an den ersten Kämpfen teil in der Nähe von Krępna und Żyrowa teil. Hier operierte der Panzerzug auf der Eisenbahnstrecke zwischen Kędzierzyn und Raschowa. Nach dem Ende des Aufstandes wurde der Panzerzug zusammen mit den Panzerzügen Tadek Ślązak und Piast Posen verlegt und außer Dienst genommen.

## Zugpersonal
Die Besatzung des Panzerzuges bestand aus Teilen des Panzerzug Piłsudczyk.
- Zugkommandant Leutnant Gniazdowski (13. Mai 1921 – unbekannt)
- Zugkommandant Leutnant Piotr Jurczak (unbekannt)

## Zugzusammensetzung
Die Zusammensetzung des Zuges wird von vorne nach hinten aufgeführt.
- Abstoßwagen (Seriennummer: 5109)
- Artilleriewagen (Seriennummer: K 47456)
- Sturmwagen (Seriennummer: Gg 2852)
- Panzerzuglokomotive Preußische T 14
- Sturmwagen (Seriennummer: Gg11348)
- Abstoßwagen (Seriennummer: 80441)